# 11194 Mirna
11194 Mirna eller 1998 YE är en asteroid i huvudbältet som upptäcktes den 16 december 1998 av den kroatiska astronomen Korado Korlević vid Višnjan-observatoriet. Den är uppkallad efter floden Mirna.
Asteroiden har en diameter på ungefär 4 kilometer.